# Joe Coleman
Joe Coleman (* 22. November 1955 in Norwalk, Connecticut als Joseph Coleman Jr.) ist ein US-amerikanischer Maler.
Coleman wurde als Sohn eines Kriegsveteranen und Enkel eines bekannten Preisboxers geboren. Sein Werk ist stark von populären Genres wie Folk Art und Comics beeinflusst, der filigrane Detailreichtum seiner Gemälde wurde zudem mit Werken der Outsider Art und Allegorien von Hieronymus Bosch verglichen. Meist handelt es sich bei seinen Bildern um Porträts bekannter Personen, die Gegenstand moderner Mythen sind. Neben Filmstars und Musikern zählen dazu auch bekannte Massen- und Serienmörder. Coleman stellt in internationalen Galerien aus, zu den Besitzern seiner Werke zählen Iggy Pop, Johnny Depp, Jim Jarmusch und H.R. Giger.
2012 zeigten die Kunst-Werke Berlin seine Installation A Holy Ghost Compares Its Hooves als Teil der Ausstellung One on One.

## Von Coleman porträtierte Personen
- Mary Bell
- Louis-Ferdinand Céline
- Henry Darger
- Johnny Eck
- Albert Fish
- Carlo Gesualdo
- Harry Houdini
- Kip Kinkel
- Jayne Mansfield
- Charles Manson
- Timothy McVeigh
- Adam Parfrey
- Edgar Allan Poe
- Edward Teller
- Hank Williams

## Einzelausstellungen (Auswahl)
- Joe Coleman, Palais de Tokyo, Paris, FR, 2007
- Joe Coleman. Internal Digging, Kunst-Werke Berlin, DE, 2007
- Houdini: Art and Magic, Jewish Museum (New York City), USA, 2010/2011
- Joe Coleman. When the Curtain Never Comes Down, American Folk Art Museum, USA, 2015

## Gruppenausstellungen (Auswahl)
- One On One, Kunst-Werke Berlin, Berlin, DE, 2012/2013
- The Endless Renaissance, Bass Museum of Art, Miami, USA, 2009